# Ralph Ceder
Ralph Carl Ceder (né le 2 février 1897 à Marinette, au Wisconsin, et mort le 29 novembre 1951 à Hollywood, en Californie) est un réalisateur et scénariste américain. Il réalise 88 films, essentiellement des courts-métrages, durant les années 1920, 1930 et 1940.

## Biographie
Ralph Ceder est le fils de Eugene Martin Ceder (1865–1924) et Petrea Christina (Jensen) Ceder (1869–1946), originaires de Suède et du Danemark. Il s’est marié à de multiples reprises : Molly Moore ou Horowitz en 1918,,Elizabeth Mceacharn en 1926, et Jacquetta Calvin en 1931.
Il meurt d'une pneumonie le 29 novembre 1951 au Rose Hospital de Los Angeles en Californie,.

### Carrière
Ceder commence à réaliser des films en 1917, il travaille pour Universal Studios et Paramount Pictures. Il réalise notamment des films pour Mack Sennett, le duo Laurel et Hardy, ainsi que Abbott et Costello.

## Filmographie partielle
- 1923 : Laurel dans la jungle (Roughest Africa), court-métrage
- 1923 : The Whole Truth, court-métrage
- 1923 : Le Héros de l'Alaska (The Soilers), court-métrage
- 1923 : Une riche nature (Mother's Joy), court-métrage
- 1924 : Le Gagnant du grand prix (Zeb vs. Paprika)
- 1924 : Brothers Under the Chin (en), court-métrage
- 1924 : One at a Time, court-métrage
- 1924 : Le Facteur incandescent (Near Dublin), court-métrage
- 1924 : April Fool (it), court-métrage
- 1925 : Sherlock Sleuth, court-métrage
- 1925 : The Joke's on You (en), court-métrage
- 1925 : They All Fall (en), court-métrage
- 1926 : Mazie's Married
- 1928 : Wife Savers
- 1931 : Dumb Dicks (en), court-métrage
- 1932 : Guests Wanted (en), court-métrage
- 1932 : A Fool's Advice (en)
- 1934 : She Had to Choose (en)
- 1935 : Captain Bill (en)
- 1935 : Strictly Illegal (en)
- 1940 : West of Abilene (en)
- 1941 : Deux Nigauds aviateurs (Keep 'Em Flying), pour les séquences de vol uniquement